# Gottlieb Stier
Heinrich Christoph Gottlieb Stier (auch: G. Stier; * 12. August 1825 in Basel; † 23. Mai 1896 in Dessau) war ein deutscher Lehrer, Historiker und Philologe.

## Leben
Der älteste Sohn des Ewald Rudolf Stier hatte an den Gymnasien in Wittenberg, Merseburg und Elberfeld (Abitur 1844) seine Vorbildung erhalten. Im selben Jahr begann er ein Studium an der Universität Halle-Wittenberg, setzte dieses an der Universität Erlangen und an der Universität Berlin fort. 1852 wurde er Lehrer am Gymnasium in Wittenberg, wo er den ersten Heimatverein der Stadt Wittenberg ins Leben rief, der jedoch nicht lange Bestand hatte.
Ab 1862 war er Direktor des Domgymnasiums sowie der Realschule in Kolberg und von 1868 bis 1893 Direktor des Francisceums in Zerbst. Er wurde 1893 zum Ehrenbürger der Stadt Zerbst ernannt. Nach seiner Pensionierung zog er sich ins Privatleben nach Dessau zurück, wo er verstarb.
Seine Schriften umfassen historische und meist pädagogische Schriften, die sich gelegentlich auch auf das Gebiet der philosophischen Wissenschaften, der Philologie und der Architektur erstreckten.

## Veröffentlichungen (Auswahl)
- D. Ewald Rudolf Stier: Versuch einer Darstellung seines Lebens und Wirkens. Wittenberg 1867 (Online), 1871
- Vorschule lateinischer Dichtung: Für den Gymnasialunterricht zusammengestellt von G. Stier. Erster und zweiter Teil: I. Elemente der Prosodik nebst Formenlehre. II Elemente der Metrik. 1878
- Vlämisches Tagebuch über Vasco da Gama's zweite Reise, 1502 – 1503. 1880
- Ilias: für den Schulgebrauch. 1890
- Wittenberg im Mittelalter. Wittenberg 1855 (Online)
- Stadt- und Schönbau. 1852
- Geschichte und Beschreibung der Stadt Pompeji. 1853  (Online), 1856
- Corpusculum inscriptionum Vitebergensium: Die lateinischen Inschriften Wittenbergs, darunter Luthers 95 Sätze Lateinisch und Deutsch mit einem Anhange Deutsches Inschriften herausgegeben von G. Stier ; In Gedächtnis Ausgabe durch die Melanchthon ; Inschriften vermehrt. Wittenberg 1853 (Online), 1856, 1860 (Online), 1883
- Neapel von S. Martino aus gesehen: eine Beigabe zu G. F. Bolte's Panorama von Neapel. 1854
- Material für den Unterricht im altdeutschen auf Gymnasien und Realschulen: Mit einem Anhange über Orthographie. 1865
- Materialien für den deutschen Unterricht in Secunda. 1863
- Aus der Geschichte des Colberger Lyceums. Kolberg 1867
- Hebräisches Vocabularium: mit Hinweisungen auf die Lehr- und Lesebücher von Hägelsbach, Rödiger, Seffer und Brückner zusammengestellt. 1871
- Material für den mittelhochdeutschen Unterricht auf höheren Lehranstalten. 1876 (Online)
- Übersicht über die Nachkommen des Dr. Karl Ludwig Nitzsch weiland Generalsuperintendenten zu Wittenberg. 1905, 1912, 1922, 1933
- Die Herzöge und Kurfürsten von Sachsen-Wittenberg aus dem Hause Anhalt und ihre Grabstätten in der Franziskanerkirche. In: Mitteilungen des Vereins für Anhaltische Geschichte 3, Dessau 1883, S. 671–686 (online). Teil 2 unter dem Titel: Die Herzöge und Kurfürsten von Sachsen-Wittenberg aus dem Hause Anhalt. In: ebenda 4 (1886), S. 254–268 (online).
- Denkwürdigkeiten Wittenbergs in geschichtlicher Anordnung. 1894
- Elemente lateinischer Prosodik, nebst Abriß der Deklination: Proben einer Vorschule lateinischer Dichtung. 1874, 1878
- Ueber die Abgrenzung der Mundarten im Kurkreise. 1862 (Online)
- Ungarische Sagen und Märchen. Berlin 1850 (Online)
- Hebräisches Übungs- und Lesebuch. 1880, 1888
- Die Schlosskirche zu Wittenberg: Übersicht ihrer Geschichte bis auf die Gegenwart, zur Säcularerinnerung an die beiden Jahre 1560 und 1760. Wittenberg 1860, 1873
- Ehrengedächtnis des Grafen Niclas von Zriny von Sigeth. 1866
- Kurze Geschichte und Beschreibung der Stadt Friedberg und ihrer Umgebung. 1855 (Online)
- Ordnung, Einrichtung und Gesetze des herzoglichen Pädagogiums zu Zerbst. 1872
- Stier und Bernhardt: Wittenberg. 1855
- Anhang einiger Kaiser-Gedichte, 1889 Digitalisat
- Die elf Synodal-Reden des Fürsten Georg des Gottseligen v. Anhalt gehalten im Dome zu Merseburg 1545 bis 1550. 1895